# La Trasnochada
La Trasnochada es una murga uruguaya formada en 2004 para participar en la Movida Joven de Montevideo. En 2009 realizan su debut en el Concurso Oficial de agrupaciones Carnavalescas. 
Se consagra dos veces como mejor murga del concurso oficial en el 2012 y en el 2019.

## Trayectoria
En el 2004, comienza la idea de formar un conjunto para participar en la Movida Joven de Montevideo.  En 2006 se crea el grupo de parodistas Gurrumines que fueran los precursores de lo que sería La Trasnochada. Estos compitieron en el carnaval mayor por dos años (2006, 2007) clasificando en cuarto y tercer lugar respectivamente, En 2008 compiten en murga joven llevándose su primer premio, y al año siguiente (2009) concursan por primera vez en el carnaval mayor en la categoría murgas.
Luego de dos primeros años donde sin conseguir pasar a la última ronda del concurso, en el año 2011 entra en la liguilla y se posiciona en quinto lugar. La Trasnochada cuenta con diversas distinciones tanto grupales como personales, se distinguen entre ellas, premios a mejor retirada, figura de murga, solista de murga, mejor batería de murga, mejor director escénico y mejor arreglador coral.[cita requerida]
La murga realizó giras en Argentina a partir del año 2011 presentando "Marginados" y, en 2019, viaja España y Estados Unidos por primera vez presentándose en más de 4 ciudades con localidades agotadas.
Integrantes destacados: Maximiliano Orta, Alejandro González, Damián Luzardo, Martin Souza, Diego Scornajenghi.

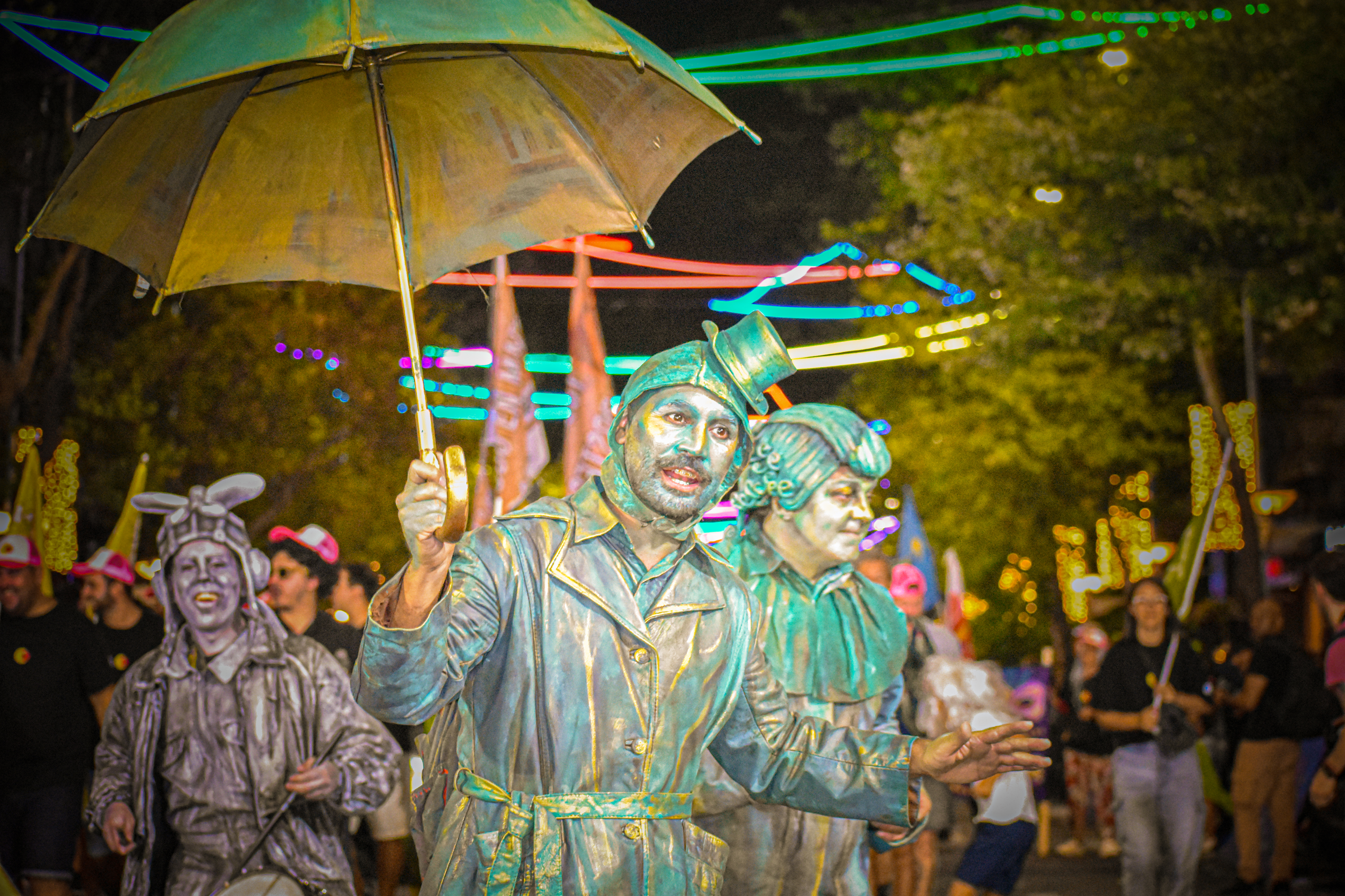
Integrantes de la murga La Trasnochada en el desfile inaugural del Carnaval de Montevideo en enero de 2025

### Espectáculos
- 2009, Bandidos [6]
- 2010, Diogenes [7]
- 2011, Marginados [8]
- 2012, El Fin de los Principios [9]
- 2013, Sexo Murga y Rock´n Roll [10]
- 2014, Esencia [11]
- 2015, Canciones [12]
- 2016, Cartas sin Mandar [13]
- 2017, En Tránsito [14]
- 2018, El Cuadro del Barrio [15]
- 2019, La Ciudad de la Transa [16]
- 2020, El Puerto de la Memoria [17]
- 2022, Popular [18]
- 2023, La historia del mago flores [19]
- 2024, La misma luna [20]
- 2025, Belleza

### Posiciones
Posiciones obtenidas en el concurso oficial desde su primer ingreso en el año 2009 hasta la actualidad:
| 2009 | 2010 | 2011 | 2012 | 2013 | 2014 | 2015 | 2016 | 2017 | 2018 | 2019 | 2020 | 2021 | 2022 | 2023 | 2024 | 2025 |
| ---- | ---- | ---- | ---- | ---- | ---- | ---- | ---- | ---- | ---- | ---- | ---- | ---- | ---- | ---- | ---- | ---- |
| 19º  | 16º  | 5º   | 1º   | 3º   | 4º   | 2º   | 4º   | 5º   | 5º   | 1º   | 3º   | -    | 4º   | 4º   | 11º  | 5°   |

     No accedió a la liguilla.
     Obtuvo el 1er Premio.
     No se realizó el concurso oficial de carnaval debido a la pandemia de COVID-19.
     Accedió a la liguilla, pero fue penalizada con una quita del 30% de sus puntos.[cita requerida]

### Discografía
- 2012, El Fin de los Principios (Montevideo Music Group)
- 2013, Sexo,Murga y Rock and Roll  (Montevideo Music Group)
- 2014, La Trasnochada 2014 (Montevideo Music Group)
- 2015, Lo Mejor 2010 - 2015 (Montevideo Music Group)
- 2015, Canciones (Independiente)
- 2017, En Tránsito (Independiente)
- 2018, El Cuadro del Barrio (Independiente)
- 2019, La Ciudad de la Transa (Independiente)
- 2020, El Puerto de la Memoria (Independiente)
- 2022, Popular (Independiente)
- 2023, La historia del Mago Flores (Independiente)
- 2024, Letras Lejanas (Independiente)
- 2024, La misma Luna (Independiente)